# Fortunato Cheleri
Fortunato Chelleri (originalmente: Keller, também: Kelleri, Kellery, Cheler) (maio ou junho de 1690 em Parma – 11 de dezembro de 1757 em Kassel) foi um Kapellmeister e compositor barroco.

## Biografia
O pai de Chelleri emigrou da Alemanha para a Itália e a sua mãe era da família italiana de músicos Bazzani (ou Bassani, ver também Giovanni Battista Bassani). Após a morte prematura dos seus pais, Fortunato viveu com o seu tio Francesco Maria Bazzani, em Piacenza, que o formou como músico. Chelleri começou a compor óperas para diferentes companhias de ópera no norte da Itália em 1708. Foi músico em famílias nobres de Barcelona, Florença e Veneza, entre outras, incluindo o cargo de maestro di capella de Anna Maria Luisa de' Medici.
Em 1722, o Príncipe-bispo Johann Philipp Franz von Schönborn contratou-o como Hofkapellmeister em Wurtzburgo, juntamente com Giovanni Benedetto Platti. Após a morte do Príncipe-bispo, em 1724, Cheleri foi para Kassel como Hofkapellmeister de Carlos I, Conde de Hesse-Cassel. Entre 1732 e 1734, Fortunato acompanhou o filho e sucessor de Karl, Frederico I da Suécia, à corte real de Estocolmo. Regressou à Alemanha com o título e a pensão de Hofrat (Conselheiro do Tribunal) e dirigiu a orquestra privada do irmão de Friedrich, Guilherme VIII, Conde de Hesse-Cassel até à sua morte.

## Obras
Durante a sua atividade em Itália compôs principalmente óperas, como L'Innocenza giustificata, estreada em Veneza em 1711, La caccia in Etolia, estreada em Ferrara, em 1715, (sobre um libreto de Belisario Valeriano que foi usado por George Frideric Handel para Atalanta), e Amalasunta .
No tempo em que esteve na Alemanha e na Suécia, Chelleri compôs música instrumental e sacra, incluindo oratórias em italiano. Foram publicadas composições para instrumentos de teclado, como seis Sonatas di galanteria (Kassel) e seis Sinfonias para cordas. A sua oratória em duas partes Beatæ Mariæ Virginis (Würzburg, 1723) foi reimpressa pela Garri Editions, Mühlheim, em 2003.

## Gravações Selecionadas
- Don Quixote (L'attage du moulin, La Doulcinée, La galop de Rosinante, Sanco Panche, Le couche de Don Quixote), organista Kalevi Kiviniemi no Las Piñas Bamboo Organ em 2003.[2]
- Six Simphonies Nouvelles Orchestra Atalanta Fugiens, dir. Vani Moretto. Deutsche Harmonia Mundi 2009